# Gmina zbiorowa Weser-Aue
Gmina zbiorowa Weser-Aue (niem. Samtgemeinde Weser-Aue) – gmina zbiorowa położona w niemieckim kraju związkowym Dolna Saksonia, w powiecie Nienburg (Weser). Siedziba administracji gminy zbiorowej znajduje się w miejscowości Marklohe. Powstała 1 listopada 2021 poprzez połączenie gminy zbiorowej Liebenau z gminą zbiorową Marklohe.

## Podział administracyjny
Do gminy zbiorowej Weser-Aue należy sześć gmin, w tym jedno  miasto (Flecken) oraz pięć gmin wiejskich:
1. Balge
2. Binnen
3. Liebenau, miasto
4. Marklohe
5. Pennigsehl
6. Wietzen